# 飛輪少年
《飛輪少年》作者為大暮維人，一般定位為青春熱血向的漫畫作品。

## 劇情簡介
剧情故事主线是讲述有众多的暴风族组成的AT队伍，并在之间进行“零件战”比赛。而AT为本作的一种类似直排轮，但有自动加速功能的高科技产品。使用者客借由各种技巧，能达成各种高难度动作。还能由技巧所衍生开发许多攻击性的招式。

## 登場人物

### 小烏丸
等級：B

南樹為隊伍「小烏丸」的總長。

隊伍總本部位於東雲東中學校一帶。

隊名的由來是來自同名的日本刀。口號為「小烏丸，殺殺殺 ！」及有著相似徽章的體伍姿勢。

成立了不足半年，已經成為了A.T界暴風族的中心，有著很高的評價。
- 南樹

配音：鎌苅健太（日本）；岡本信彥（OAD）；于正昇／劉如蘋（幼年）（台灣）；黎家希（香港）
本故事的主要男主角，通稱「阿樹」。就讀東雲東中三年級，因為擁有高超的運動神經及戰鬥能力，而被稱為「東中最強的娃娃臉」。
父母的資料均不詳，自小被一位「南叔」帶到野山野家，與野山野家四姐妹一起生活。
後來因為希姆的關係而愛上了A.T，並跟好友們組成了隊伍「小烏丸」，成為隊伍「小烏丸」的總長。
風格自我，性格亦是唯我獨尊，被SPIT FIRE評價為「超級我流」。然而相當具備才能及魅力，往往在不知不覺間影響身邊的人。
與野山野林檎是青梅竹馬的好友。本身喜歡希姆，對其有著一種偶像崇拜的心態。與調律者皇杞樞亦有著微妙的感情。
初出道不久便被認為擁有最接近「空之王」的資質，原本是繼任的「風之王」，行走在「翼之道」，也接受前任風之王武內空的培訓。
在得知被武內空欺騙的真相而一度失落過，重新振作之後捨棄了翼之道，創出了全新的「凱嵐之道」，被稱為「嵐之王」。
與隊伍「白狼會」對戰時，霧久預估戰鬥等級約為78。與隊伍「斯雷普尼爾」對戰時，戰鬥等級為117。與隊伍「創世神」對戰時，梨花預估戰鬥等級約為350。Trick356話擊敗武內空。
直到最終話依然沒有表明其身世與來處。
- 小黑

幾乎可以說是南樹分身的烏鴉，常把南樹的頭當成鳥巢，都可算是「小烏丸」成員之一。
雖然是烏鴉，但嘴巴是白色的。
小黑只肯接近南樹和林檎，並意外地也願意接受希姆，有嚴重的暴力傾向，喜歡母鳥和發光物品，如：500圓硬幣。
- 美鞍葛馬

配音：KENN（日本）；入野自由（OAD）；賀宇傑（台灣）；郭馨淇（香港）
本故事的男主角之一通稱「阿葛」，是南樹的玩伴，多年的好友。雙親目前在國外出差中，和美人姊姊兩個人一起生活。
頭髮為金色，平時喜歡戴著毛線帽。根據阿樹的說法，原因是他直到6歲還會尿床，姊姊把尿布戴在他頭上所產生的自卑感與習慣。
性格忠實認真，可是比較欠缺自信，因此很沒有存在感，因而得到「透明人」的稱號(其稱號的另一個含意是指速度非常之快令人的眼睛捕捉不到)。但他勤於練習，非常上進。
現為「炎之王」，行走在「炎之道」。與隊伍「ANIMAL HOUSE」對戰時，初次踏上「炎之道」，被SPIT FIRE視為下任「炎之王」，更將「炎之玉璽」交到他手上。
技影為「F/A-18戰鬥機」。
與隊伍「劍齒虎」對戰時，發揮出驚人實力，成為了速度型的玩家，受到不少人的注意。與隊伍「劍齒虎」對戰時，戰鬥等級為5，對戰後，戰鬥等級為18。
與隊伍「斯雷普尼爾」對戰時，戰鬥等級為89。
與武內宙對峙時，裝備炎之玉璽以燃燒靈魂為代價化作力量，戰鬥等級高到無法計算並擊敗對方。
最終話中，被安達繪美理告白並接受，成為男女朋友。
- 飯糰

配音：菊池正美（日本）；大畑伸太郎（OAD）；林谷珍（台灣）
南樹與阿葛的好友，一直被暱稱為「飯糰」。家中有父母及妹妹，父親經營名為「滿珍樓」的拉麵店，菜式相當奇特。
樣子矮胖。為人非常好色，而且性格怪異。平時倒立以頭頂A.T的模式滑行。
在過去，自創出新道「腐臭之道」。其後，「腐臭之道」進化成全新之道「腐海之道」。
擅長利用想像力及「氮」的臭味。只要遇上女性或將對手幻想成美女就能發揮實力，戰鬥力可達到「王」的級別，甚至能夠凌駕王之上。
與武內宙對戰時，估計戰鬥等級為326，最高達到360。
與夥伴們殺上創世神的航空母艦時，在阿葛和咢失蹤後，和左安良分頭行動，遇上心高氣傲不怕羞但沒甚麼實力的小千金莎洛美，運用色色的言語擊敗對方。
莎洛美戰敗後武內宙出現並將她殺害，憤怒至極的他與其交戰並戰勝。但沒想到武內宙從未低估他的實力，派出的原來是分身機器人，最終武內宙把自己的機器人分身引爆，本尊出現輕易地擊敗傷重又精疲力盡的他。
最終話與傷癒的莎洛美結婚。
- 御佛一茶

配音：上別府仁資（日本）；三宅健太（OAD）；符爽（台灣）
通稱「佛茶」，父親是寺院的住持。
原本是隊伍「夜王」的總長，被南樹擊倒後成為了南樹的朋友，並幫手組織成隊伍「小烏丸」。
是一名體重超過200公斤的巨漢，喜歡大吃大喝，幾乎甚麼都吃。身體上脂肪比率卻只有10%，幾乎是由肌肉組成。
有著冷靜的頭腦，常為隊伍「小烏丸」分析形勢。
SPIT FIRE曾指出他雖然有強健的體格，卻欠缺了堅韌的精神力，因此往往表現不出真正的實力。
原為「壁之王」，後來領悟父親教導之後成為「岩之王」，行走在「岩之道」。
擅長牆壁滑行，由於威力超群而被南樹任命為「特攻隊長」兼食物大臣。能利用心臟把大量血液迅速推到肢體上，使出強力的「PUMP UP」絕技，力大無窮。
與夥伴們殺上創世神的航空母艦時，遇上「水棲之魔龍」的威爾辛·格托里克斯，佛茶將PUMP UP的力量轉移至下半身，令雙腿肌肉異常發達，移動速度急增。之後更學會「石之道」的振動原理。
- 鰐島亞紀人

配音：菊池心（日本）；白石凉子（OAD）；詹雅菁（台灣）；黃鳳兒（香港）
鰐島海人與迦澤爾之子，兩人的父子關係在對上轟之亞瑟和夏洛特時揭曉，在此之前兩人一直維持兄弟關係。
擁有多重人格，包括比較善良的「亞紀人」、嗜血成性的「咢」與親生母親「迦澤爾」的人格「凜鱗人」。
當右眼被眼罩掩蓋時，人格為亞紀人。
容顏非常可愛的美少年，極受女性歡迎。
性格溫柔天真，非常喜歡南樹，可是發脾氣時仍然相當可怕。認定樞為情敵。
原為「牙之王」，行走在「血痕之道」，但知道了海人的訓練他的目的後，就再也不能跑了，而誕生出咢。
有時會將力量借給咢。與「貝希摩斯」對戰時，咢與亞紀人的人格同時出現，戰鬥等級為99。
- 咢

本故事的男主角之一，當左眼被眼罩掩蓋時，人格為咢。
曾與宇童晶隸屬於「風G特派組」，並與父親／哥哥鰐島海人一起生活，後來在南樹的幫助下脫離組織，加入隊伍「小烏丸」。
產生出咢的人格主要原因是亞紀人知道了海人的訓練他的目的，希望逃避現實而誕生出咢這個人格。
曾經以為是因為自己存在的關係，讓亞紀人的身體逐漸衰敗。實際上是因為身體發育尚未完全，使用「牙」造成雙腿重度疲勞。
性格相當暴戾，但有時會乖乖聽話。口頭禪是「fuck」，喜歡吃冰棒。
現為「牙之王」，行走在「血痕之道」，把道刻在別人的身體以取勝。
被林檎評為「戰鬥的天才」。
技影為「海之王利維坦」。
與隊伍「劍齒虎」對戰後，戰鬥等級為88。與「貝希摩斯」對戰時，咢與亞紀人的人格同時出現，戰鬥等級為99。
與「斯雷普尼爾」對戰時，戰鬥等級為122。與創世神的轟之王亞瑟和夏洛特對戰時，咢與凜鱗人的人格同時出現，戰鬥等級為302。
- 凜鱗人

當雙眼都沒被眼罩掩蓋時，人格為凜鱗人。瞳孔呈現斜十字。
南博士將自殺而死的初代「荊之王」迦澤爾與鰐島海人所孕育的嬰兒救回來，並使用「腦基移植」技術將迦澤爾的腦基植入其嬰兒，產生出凜鱗人人格。
凜鱗人的人格其實一早已在亞紀人的身體裡沉睡，但亞紀人一直沒發現，直至於咢與「水棲之魔龍」威爾辛·格托里克斯一戰戰鬥時，第三人格凜鱗人覺醒。
咢表明自己與亞紀人如同是凜鱗人這大石頭丟入水底湧現的波紋一般的存在。
在戰鬥力方面，迦澤爾是理論上最強的第一代重力子，所以可融合「荊」與「牙」技術的凜鱗人更是三人中最強的。
與轟之亞瑟和夏洛特對戰時，咢與凜鱗人的人格同時出現，戰鬥等級為302。
最終話中發現有辦法可以使凜鱗人從亞紀人的身體分離，但是身體必須從嬰兒開始重新生長。
- 可頌假面

每次都出現在小烏丸比賽的時候，是隊伍「小烏丸」的神秘救星，穿著學校的泳衣。
其真正的身份是林檎，詳細參見#沉睡森林 SLEEPING FOREST。
- 安達繪美理

配音：石井翔子（日本）；小林優（OAD）；汪世瑋（台灣）
是中山彌生的好友，二人同隸屬東雲東中女子田徑隊。家中開水果店。
為隊伍「小烏丸」的非正式恆常成員。
上圍傲人，可是絕不柔弱，擁有非一般的怪力。非常喜歡阿葛。
曾被蛾眉刺襲擊，並為了保護阿葛將蛾眉刺壓制。後來受到蛾眉刺及左安良的讚賞，開始加入A.T行列。
與「無機網絡」對戰時，發揮出出色表現。後來因為緊急脫離無機網路，與當時也正在連線的美國總統奧馬哈交換了人格。
最終話中，向美鞍葛馬告白並成為男女朋友。
- 中山彌生

配音：吉本理江子（日本）；早見沙織（OAD）；劉如蘋（台灣）
是安達繪美理的好友，二人同隸屬東雲東中女子田徑隊。
為隊伍「小烏丸」的助手。
對咢相當關注，對其有著愛意。曾被阿樹等人稱做「遵從老公（咢）的大和撫子」。
擁有作為「調律者」的素質。與「無機網絡」對戰中，第一次展開調律的動作，並在卷上衣音指導下為咢調律。

### 沉睡森林 SLEEPING FOREST
等級：特A

野山野林檎為「沉睡森林」的總長。成員多是贊同霧久與武內空對立的第一代或第二代「重力子」。

隊伍總本部位於「特羅派昂之塔」最深層。

隊伍「沉睡森林」為「空之玉璽」的守護者，負責消滅想獲得「空之玉璽」的人。

原本的隊伍「沉睡森林」是由武內空所創立的暴風族，但後來舊「沉睡森林」被消滅後，由「石之王」霧久再次組成新的沉睡森林。
- 野山野林檎

配音：伊瀨茉莉也（日本）；戶松遙（OAD）；楊凱凱（台灣）；黃鳳兒（香港）
本作的女主角，通稱「林檎」，是野山野家的三女。
為第二代的「重力子」，及現隊伍「沉睡森林」的第二代總長。
性格堅強而溫柔，一切都從別人的立場出發。
自小與南樹是青梅竹馬的關係，在任何時候都十分緊張南樹，並深愛著他。
為現任的「荊之王」，行走在「荊棘之道」。使用的是沒有「荊之玉璽」核的「疑似玉璽」，利用「荊之玉璽」的荊之鞭戰鬥，擁有超強的實力。。
由於「荊棘之道」是利用深層呼吸，達到類似減壓症狀況的身體，將溶於血液中的氮氣溶出，在關節形成氣墊，所以可以做出平常做不出來的柔軟體技，也造就了能適應高壓的地底壓力的體質。
之所以選擇荊之道，是因為在所有的道中，此道對於人體的負擔最大，其本人的責任感所驅使而為的。
在Trick:329中，成了南樹「嵐之玉璽」的調律者。
技影為「禁斷的果實」。
在隊伍「小烏丸」與隊伍「劍齒虎」對戰時，曾偽裝成「可頌假面」解救隊伍「小烏丸」的危機，詳細參見#小烏丸。
與隊伍「創世神」對戰時，梨花預估戰鬥等級約為320。
Trick:353中，腳上的玉璽實際上是「嵐之玉璽」，被阿樹以無限之空發動後，解除了野山野梨花的洗腦控制，並與地上的「空之玉璽」產生共鳴，最後兩者全部毀壞。
- 野山野蜜柑

配音：細川聖可（日本）；汪世瑋（台灣）
通稱「蜜柑」，是野山野家的次女。
為第二代的「重力子」，為現「沉睡森林」的「風神」。
外表粗獷，常以「俺」自稱。常以南樹作為摔角招式的試驗對象，主要以力打倒敵人。平日喜歡吃拉麵。
為現隊伍「沉睡森林」八王之一「風爆之王」，行走在「風暴之道」。
與隊伍「創世神」對戰時，與霧久組合使用「疑似空之玉璽」重力球，但並未擊敗武內空，被武內空拘束在塔頂。
最終話被「風G特派組」救出。
- 野山野白梅

配音：埴岡由紀子（日本）；楊凱凱（台灣）
通稱「白梅」，是野山野家的幼女。
為第二代的「重力子」，為現隊伍「沉睡森林」的「機紡公主」。
性格怪異，對製造機械十分自豪，特別是帶有攻擊性的機械。喜歡織製洋娃娃。
雖然尚是小學生，但卻擁有非凡的實力。
與暴風族隊章設計師町田形老師相當熟稔。
與隊伍「創世神」對戰時，與霧久組合使用「疑似空之玉璽」重力球，但並未擊敗武內空，被武內空拘束在塔頂。
最終話被「風G特派組」救出。
- 蛾眉刺

為第一代的「重力子」。是名力量型的玩家。
喜歡剝奪戰敗者的臉皮。
為現隊伍「沉睡森林」八王之一「角之王」。
玉璽名為「鉈蟲」，技影為「無貌」。
「無限之空」的能力，是利用輪在轉動時瞬間煞住產生的摩擦力，連續踢擊來製造空氣砲
與「時間支配者」左安良對戰後，一度重挫「時間支配者」，被後來趕到的「雷之王」鵺擊倒。
在Trick:118中，被隊伍「創世神」所俘虜並被拷問，但不久後便獲得釋放。
與隊伍「創世神」對戰時，與霧久組合使用「疑似空之玉璽」重力球，但並未擊敗武內空，被武內空拘束在塔頂。
最終話被「風G特派組」救出。
- 王蟲

為第一代的「重力子」。擁有連弁慶都感到佩服的力量。
外表就如中國娃娃，穿著中國風格的女性成員。平時以巨形的服裝掩護真身，專門負責四出刺探情報。
很喜歡吃甜的東西，尤其是棒棒糖。
為現隊伍「沉睡森林」八王之一「水之王」，行走在「泡翠之道」。「無限之空」絕技「泡爆滅殺」是利用水與敵人身體產生共鳴，並爆破水泡來傷害對手。
技影為「水鉛師」。
與隊伍「小烏丸」對戰後，被隊伍「創世神」所俘虜，最後獲得釋放。
與隊伍「創世神」對戰時，與霧久組合使用「疑似空之玉璽」重力球，但並未擊敗武內空，被武內空拘束在塔頂。
最終話被「風G特派組」救出。
- 霧久

配音：宮田幸季（OAD）
與希姆是雙胞胎，是希姆的哥哥。
為第一代的「重力子」，被認為是最優秀的重力子，戰鬥力深不可測。
在過去，和武內空一樣喜歡過梨花，更給予100分的評價。
為現隊伍「沉睡森林」及舊「沉睡森林」八王之一「石之王」，行走在「大地之道」。
在過去，與武內空等人組成第一代的隊伍「沉睡森林」，可是在發現了武內空的野心之後，親手毀滅了舊「沉睡森林」，並打倒了所有的舊「沉睡森林」成員。同時亦毀掉了武內空的雙腳，奪走了武內空的「風之玉璽」。但在精疲力盡之際被武內宙偷襲，被搶去了「石之玉璽」。
與隊伍「創世神」對戰時，與其他成員組合使用「疑似空之玉璽」重力球，但並未擊敗武內空，被武內空斬下頭顱置於塔頂。
在單行本35集中作者有增加了些頁數描述最後霧久和空的對峙，其中有出現到在被空打倒前的戰鬥等級為554。
- 蜷

外表為以AT製作的機械人，但真正身份是該機械人駕駛倉內的操作員。
推測為現隊伍「沉睡森林」八王之一「轟之王」。
在Trick:245中，機械人發出「轟之牆」，將飛機射出的實彈全部擋下。
與隊伍「創世神」對戰時，與霧久組合使用「疑似空之玉璽」重力球，但並未擊敗武內空，被武內空拘束在塔頂。
最終話被「風G特派組」救出。
- 鬼睡蓮

外表及全身被繃帶包著。
推測為現隊伍「沉睡森林」八王之一「雷之王」。
在Trick:245中，攀在飛機上全身放出發電，將飛機炸掉。
與隊伍「創世神」對戰時，與霧久組合使用「疑似空之玉璽」重力球，但並未擊敗武內空，被武內空拘束在塔頂。
最終話被「風G特派組」救出。

### 創世神 GENESIS
表面上，希姆為隊伍「創世神」的總長，但實際上為武內空及武內宙控制著隊伍「創世神」，用在實現武內空的野心計劃。

隊伍總本部位於「Big Bird」，一座已廢棄的足球場。

以征服「特羅派昂之塔」及取得「空之玉璽」而創立，是日本最大的暴風族聯隊，旗下有超過200隊暴風族。
- 希姆

配音：田中理惠（日本）；川澄綾子（OAD）；詹雅菁（台灣）；郭馨喬（香港）
本作的女主角之一，被稱為「候鳥希姆」，與霧久是雙胞胎，是霧久的妹妹。
為第一代的「重力子」，及隊伍「創世神」表面上的總長。在過去，曾經是隊伍「道具屋」的成員。
身高：158cm，三圍：B92cm、W59cm、H88cm，擁有姣好的身材及優越的三圍，粉紅色的頭髮，初期為長髮，但後來剪短。
是南樹視為偶像的美麗女性，亦是因為她令南樹開始正式接觸A.T。
非常重視南樹的資質，一直致力培育他，並曾想招攬他成為隊伍「創世神」的總長。
初期因南樹的潛質而想利用他取得「空之玉璽」,但後來卻喜歡了南樹,並背叛武內兄弟,因而被軟禁。
為現隊伍「創世神」八王之一「契之王」。
雖然常以A.T行動，但沒有強勁的戰鬥能力。
在Trick:119中，被隊伍「沉睡森林」襲擊，失去了行走能力，預估半年後才恢復。
最後決戰在創世神的航空母艦被武內宙作為攻擊美鞍葛馬的人質。
最終話裡成為自由新聞記者。
- 武內空

配音：宮本充（日本）；鈴村健一（OAD）；林谷珍（台灣）
被稱為「疾風之狼」，與武內宙是雙胞胎，是武內宙的哥哥。
為第一代的「重力子」。
內心充滿著很多表面上看不出的野心，例如在過去有著把玉璽帶到地上並解放「空之玉璽」的野心。
在過去，與野山野梨花為一對戀人。
為現任「風之王」及「空之王」的候補人。
在過去，與霧久等人組成第一代的「沉睡森林」，在被霧久發現了自己的野心之後，故意被霧久擊敗並失去了「風之玉璽」，甚至被霧久毀掉了雙腳的肌腱而終身乘坐輪椅，也要將其他玉璽上的盧恩符文記下。
在Trick:41中，因「新風之王養成計劃」而接觸南樹，並於兩人對戰後成為好友。實際上是培養南樹成為新任「風之王」，最後自己再奪得「空之玉璽」。
在Trick:108中，因為與南樹一樣般腳部受傷而住院，因而成為了南樹的師父，教授了南樹許多「風」的知識。
但因為「道具屋」的皇紀樞做出來的「風之玉璽」的試作品過於優秀，不忍心將這「風之玉璽」讓給南樹，而揭露野心叛變，並捉走野山野梨花作為人質並將其洗腦，令「創世神」成為「小烏丸」及「沉睡森林」的敵人。
自己揭露出受傷的雙腳已自行切去並換上義肢，更在武內宙的幫助下重奪「風之玉璽」，在義肢重新裝配上玉璽。殺死了SPIT FIRE。
Trick:332中揭露出，過去從塔裡出來時就將除了沉睡森林以外的其他20個重力子打倒並收集其玉璽，交給南博士將「風之玉璽」改造成完全防禦的能力。
與「沉睡森林」對戰時，假裝被擊敗並靠受到的「疑似空之玉璽」的攻擊作為在地下八千公尺的高溫以及電磁波傷害的保護屏障。並取得「空之玉璽」。
Trick:344中揭露，武內空自舊「沉睡森林」開始就將A.T的電池拔出，一次也沒有啟動過自己的A.T的動力，由於「風之玉璽」靠風的力量就可以啟動，至今都是靠別人在旁邊釋放「無限之空」來發動玉璽。
啟動AT時展現強大的實力，光是移動就可以產生足以吹飛人的風壓。
人生目標是啟動「空之玉璽」之力，進一步解放世上所有AT沉睡的力量，分給世上總是以自身力量不足為藉口不願去改變現況的所有人(無論1%或99%、好人或壞人)，讓他們得到力量去創造新秩序(不論是被殺或是殺人)。
Trick:346話，實際上並沒有穿上「空之玉璽」而是放在塔裡的電梯運送到地上準備讓全世界的人獲得其能力。
Trick:357话.临死前见到已死的雾久残影，疑似希望转世。
- 武內宙

通稱「尼刻」，與武內空是雙胞胎，是武內空的弟弟。
為人殘忍好殺，常為武內空處理暗地裡的不法勾當。
為現任「石之王」，行走在「風」與「石」兩種性質相反屬性所融合的「翡翠之道」。
利用「水晶振動原理」令敵人不能移動。甚至可以用振動
與阿葛、左安良及飯糰對戰時，戰鬥等級為428。
在過去，當霧久毀滅舊「沉睡森林」及在霧久精疲力盡之際時，搶去了霧久的「石之玉璽」。
在過去，為了令手伸到220度以後，接受了武內空把他的肩胛骨拿掉，並去接受美國特種部隊的野戰訓練。
為幫助實現武內空的野心，而親自從霧久手中搶回「風之玉璽」給武內空，並私底下暗通美國在野黨的軍隊。
最後被美鞍葛馬擊敗，只能躺在病床上被希姆玩弄。
- 左安良

詳細參見#超獸 貝希摩斯　BEHEMOTH。
- 香川妙子

自稱「羅莉女僕」為左安良的新助手，常以cosplay登場，並且行為常帶點色情。
總是想要誘惑同性戀左安良上床並結婚，但在最終話接露，與左安良有血緣關係(同父異母)。
與Trick 273中，搭載萬能玉壐試用機「Focke-Wulf」與鵺對戰，是將左安良家收集到8個王的數據和資料進行優化，並把王的招式以最大值的12%發出來，有多種對戰模式：
- 凱特利克斯中尉

姓名、能力不明，擁有與霧久不相上下的頭腦。隸屬美軍，暫時被屬下軍人稱為「中尉」。是威爾的姊姊。
- 威爾辛·格托里克斯

通稱「威爾」，是被武內宙發掘的「王」，之後為「創世神」的「牙之王」，在美國中被稱為「水棲之魔龍（奧爾加）」，亦是第二代的重力子。能在水中自由滑行，有著可怕的實力。與咢激戰的過程中，喚醒了咢的第三個人格凜鱗人。
在航空母艦上與佛茶激戰戰敗後以「這邊似乎比較有趣」為由加入小烏丸陣線，如親兄弟般與佛茶形影不離。
- 凱薩斯

與凱特利克斯中尉及威爾辛·格托里克斯同行，一起刺殺小烏丸的人。技影是羅馬帝國步兵方陣。
- 嘉威恩

自「KILLER（殺手）」音譯的名字，穿著龐克裝抽菸，有著冷靜和瘋狂的性格，嘲笑敵人時臉型會變的非常怪異，「劍之道」為使用A.T後伸縮的劍砍殺敵人，他在與帕西瓦魯一同偷襲義經時，被義經用超合金Z皮帶纏住腳而完全沒發現，因而被帕西瓦魯的機器人零件砸死。
- 帕西瓦魯

與伽因一同登場執行暗殺行動，使用A.T技法不明，多操縱大型機械戰鬥，但擁有能夠穿過南樹和阿葛的合技「Pile tornado x 時間」並造成傷害（與莫利卡和瑪林一同）的實力，自傲「精通日本動畫御宅族與日本話」，口頭禪常常是取自動漫的名句，最後被義經擊殺。
- 德瑞克

用多個飛行的勾子攻擊敵人，負責警備人質高爾根與希姆，實力平平，被希姆的輪椅所殺。技影為虎克船長。
- 亞歷山大·洛克

「創世神」的「炎之王」。被稱為「炎之飛龍」、「暴炎的喘息」，戰鬥等級262，型男一枚，剛出場就被左安良設計秒殺，戰鬥能力似乎跟槍有關係。
- 夏洛特

能力不明的歐式女裝男孩，武器為鞭子，虐待狂，實力高強，能夠完全反彈咢全力施展的無限之空。為第二代重力子，在訓練中被武內宙重創後內臟幾乎壞光，被南博士用亞瑟的內臟勉強救回一命。在與凜鱗人（迦澤爾）、海人的對戰中死亡。兩人殘留的思念將願望交給咢後消失。
- 亞瑟

「創世神」的「轟之王」。戰鬥等級60以下，使用如「鏡子」的能力，運用「相位共軛光差」讓夏洛特在敵人所看不到的地方攻擊，被虐狂。為了救夏洛特而將體內的臟器通通移植給他，南博士則為他裝備了全身式的轟之玉璽，發誓要一輩子守護夏洛特，並成為最強的王。在與凜鱗人（迦澤爾）、海人的對戰中死亡。
- 莎洛美

阿拉伯富有家的千金，為保護所憧憬的「荊之王＿野山野梨花」而走上「荊棘之道」，因並非重力子任性要求用相同的待遇，險遭宙殺害。
最後與飯糰在一起。

#### GROUP VULCANO
- SPIT FIRE

配音：津田健次郎（日本）；關智一（OAD）；賀宇傑（台灣）
為第一代的「重力子」，隊伍「GROUP VULCANO」的總長。
平時身份是一名美容師，深受女性歡迎。
為過去的「炎之王」，行走在「炎之道」及與左安良合作而創出「燭之道」。當霧久毀滅舊「沉睡森林」後，「炎之王」的稱號亦從SPIT FIRE身上取走，之後SPIT FIRE花了四年才重新成為「炎之王」。
技影為「三尾炎狐」。
對「小烏丸」有很高的評價，當中尤其重視阿葛，更認定為下一任的「炎之王」。
為了脫離隊伍「創世神」而與武內兄弟決裂，結果被壓倒性擊敗後死亡，334話中出現於長骨龍街的是移植的虛擬人格。
在質武內兄弟對戰之前，他為隊伍「小烏丸」拍下短片並錄在記憶卡片中，這段短片令因被武內空出賣而失落的南樹重新振作起來，及教導隊伍「小烏丸」各成員如何提升實力。
- 黑炎

為隊伍「GROUP VULCANO」的第二把交椅，是SPIT FIRE最信任的隊友。
手上老是有撲克牌，經常在變魔術。
曾被「水之王」王蟲擊倒。
SPIT FIRE下落不明後，擔任「小烏丸」的支援者，全力訓練阿葛成為下一任的「炎之王」。

#### 超獸 貝希摩斯 BEHEMOTH
等級：D，被小烏丸擊倒後已解散。

是隊伍「創世神」旗下的暴風族，宇童晶為隊伍「超獸 貝希摩斯」的總長。

隊伍總本部位於「地下競技場」。

號稱日本最大的廣域暴風族，隸屬於旗下的大小暴風族合計超過一百五十隊，隊員人總數超過一千人。有人說「貝希摩斯踏一腳就能滅掉10支暴風族」，堪稱是對其他暴風族擁有巨大影響力的「怪物」。

雖然實力去到A、B級，但故意停留在D級，保護著弱小的暴風族。
- 宇童晶

配音：野島健兒（日本）；賀宇傑（台灣）
為隊伍「超獸 貝希摩斯」的總長。曾與咢隸屬於「風G特派組」。在隊伍「超獸 貝希摩斯」解散後，重返「風G特派組」成為鰐島海人的助手。
性格溫柔，為了保護弱小的暴風族而成為了隊伍「超獸 貝希摩斯」的總長，並將隊伍故意停留在D級。
為過去的「牙之王」，行走在「血痕之道」。與咢一樣奔馳在「血痕之道」，並曾經擊敗咢而取得「牙之玉璽」，成為「牙之王」。
技影為「貝希摩斯」。
本身有「肌肉活性」的症狀，本身肌肉纖維為正常人的七倍。
能以單手輕易接住部下「巨鎚」坂東滿的渾身一擊，有連南樹也遙不可及的驚人物理破壞力。
與「小烏丸」對戰時，戰鬥等級為100。
- 坂東滿

配音：結城比呂（日本）；符爽（台灣）
被稱為「獨眼巨鎚」，被南樹稱為「水汪汪眼」。
為隊伍「超獸 貝希摩斯」的四聖獸之一。
為人相當好戰及不服輸。
喜歡花式腳踏車，改裝了單車，外型像長毛象，名為「猛瑪」。
技影為「獨眼巨人」。
本身有「肌肉活性」的症狀，本身肌肉纖維為正常人的七倍。據其口中所說，宇童晶也擁有相同體質。
擁有驚人的拳力，能擊出超過1000公斤重的超重量級鐵拳。穿上A.T後，加速力加上拳頭本身的威力，產生出驚人的破壞力。戰鬥等級為78。
在隊伍「超獸 貝希摩斯」解散後，正為組織新的隊伍而努力著。
在Trick:267中，受左安良邀請而前往幫助南樹對付武內空，並委託手下照顧「猛瑪二號」。
- 五所瓦風明

配音：加瀬康之（日本）；林谷珍（台灣）
被稱為「百手」。
為隊伍「超獸 貝希摩斯」的四聖獸之一。
身型甚高，而且手腳極長。
技影為「似我蜂」。
擅長以關節技及高速迴轉攻擊對手，雙手關節脫臼後可以擊出如鞭子一般的遠距離攻勢。戰鬥等級為76。
與隊伍「小烏丸」對戰時，被佛茶破解了必殺技「百手」，但後來靠招式「穴蜂鎖喉手」才能擊敗佛茶而險勝。
- 美作涼

配音：伊藤美紀（日本）；汪世瑋（台灣）
被稱為「石化之盾」。
為隊伍「超獸 貝希摩斯」的四聖獸之一，及左安良的私人秘書。
樣貌美麗、身材十分好。魅力四射，擁有超高人氣的女性暴風族。
行走在「石之道」。其「石化」的秘技是以白粉雕的技巧，在身上紋上平常看不到符紋紋身，產生催眠效果，令對手動作變得遲緩。
技影為「蛇」。
是全日本戰鬥能力排前十名的女性暴風族之一。戰鬥等級為72。
與隊伍「小烏丸」對戰時，被飯糰以惡臭發動「反催眠」，在失去意識之下主動脫下衣服及A.T，被判定為戰敗。
為了追查武內空兄弟及「風之玉璽」而與左安良共同行動，在左氏大樓天台的激戰中為救左安良而被直升機螺旋旋槳貫穿身體，後來被帶到美軍艦艇的實驗室中作為武內兄弟的人質。
在Trick:314中，被希姆從實驗室救出來，但身體仍然很虛弱。
- 左安良

配音：平田廣明（日本）；杉田智和（OAD）；林谷珍（台灣）
被稱為「時間支配者」或「AION」，與SPIT FIRE亦敵亦友。
為隊伍「超獸 貝希摩斯」的四聖獸之一。在隊伍「超獸 貝希摩斯」解散後，奉希姆之命在隊伍「小烏丸」身邊擔當參謀、保鑣及監視者的三重角色。其後，成為隊伍「小烏丸」的助手。
佩戴著眼鏡，非常理性，但同時相當自戀。是一名左撇子，亦是同性戀者，家族家財萬貫。
曾行走在「炎之道」，及與SPIT FIRE合作而創出「燭之道」。
是名速度型玩家，擁有敏銳的戰鬥能力及先制能力，自稱能控制時間。
與「小烏丸」對戰時，戰鬥等級為82。其後與武內宙對戰時，戰鬥等級升為306。
技影為「時鐘的齒輪」。
為了追查武內空兄弟及「風之玉璽」，在左氏大樓天台被武內兄弟擊倒後下落不明。
後來出現在隊伍「創世神」之中，還奪走了SPIT FIRE託付給阿葛的「炎之玉璽」，理由是為了保護阿葛。
在Trick:317中，和阿葛聯手與武內宙對戰時，被武內宙所殺，死前將「炎之玉璽」交給阿葛，並為阿葛調律。
最終話中指出實際在與武內兄弟對戰中死亡，並移植虛擬人格在長骨龍街中使用遠端操控機器人活動。

#### BLACK CROW
等級：A

是隊伍「創世神」旗下的暴風族，鵺為隊伍「BLACK CROW」的總長。成員全都是第二代「重力子」的小學生。

隊名的由來是總長「鵺」的別名，意思為「晚上的鳥 BLACK CROW」。

成員都是穿著白色的披風，絕招「超夢魔」，用模仿成妖怪作戰的。
- 鵺

配音：入野自由（日本）；李世揚（台灣）
為BLACK BURN的兒子。
為第二代的「重力子」，及隊伍「BLACK CROW」的總長。
經常穿著黑色的披風，但其實全身都是「雷之玉璽」的裝甲，背部有個很大的紋身。
性格方面，只會跟隨強者。
在與南樹對戰之前，都只是以「疑似玉璽」進行戰鬥。
在獲得新版「雷之玉璽」後依然沒有將「核」裝上，直到最後與南樹以「RUN」決勝負時才裝上。
現為「雷之王」，行走在「紫電之道」。
擁有能於一瞬間毀掉一座城市的力量。
在Trick:269中，因為自己是隊伍「創世神」一份子而與隊伍「小烏丸」展開對戰。
在Trick:311中，與南樹一決勝負中輸了，將「雷之玉璽」中的「雷之核」送給南樹，並下跪南樹及承諾侍奉南樹。

#### 三峰將 TRIDENT
等級：A

是隊伍「創世神」旗下的暴風族，義經為隊伍「三峰將」的總長。

隊伍總本部位於「鬼三叉三十三間堂」。

隊伍「三峰將」由義經﹑弁慶及畑山三人所構成的關西最大暴風族，影響著日本的西部。

隊伍的意願是由3個成員的多數決作決定，在決定後，就連隊伍「三峰將」的總長義經也無法違背。
- 義經

配音：真殿光昭（日本）；符爽（台灣）
為隊伍「三峰將」的總長。
性格油腔滑調，經常顯得不認真，操一口關西腔。一旦拿下眼鏡時，就會變得無比認真。
很介意被取笑其髮線後移的情況。
南樹在「鬼三叉三十三間堂」成功完成挑戰後擔任「小烏丸」的訓練總教練,在訓練期間與「小烏丸」各成員締結了友情。
為過去的「轟之王」，行走在「轢藍之道」。其A.T能利用「風車之法則」吸取其它王的「無限之空」，化成更強的力量發動攻勢，被稱為「翼之道」的剋星。
實力非常堅強，且頭腦構造如同超級電腦,野心極大,以擊敗最大暴風族隊伍「創世神」為最大目標,被武內空認定為接管己位也不奇怪的男人。
因為武內空認為隊伍「創世神」不需要「重力子」以外的王，所以派伽因及帕西瓦魯前往大阪消滅隊伍「三峰將」。
輕鬆擊敗刺客伽因，但因帕西瓦魯使用威力強大的A.T機器人挾持整個大坂市，用盡全力將機器人的炮火反彈，殺死武內空派來的刺客也成功守住大坂。
其後耗盡體力，武內宙給予義經最後一擊。在臨死前託付弁慶帶「轟之玉璽」給南樹。
之後在長骨龍街中以虛擬人格的型態活動。
- 弁慶

配音：山崎和佳奈（日本）；汪世瑋（台灣）
被稱為「難波的毘沙門天」。
為隊伍「三峰將」的第二把交椅。
身材高大，性格意外地溫柔。自稱不喜歡使用暴力，其實卻擁有可怕的怪力。
使用高跟鞋式的A.T，武器是「豹頭的錫杖」。
在隊伍「小烏丸」與隊伍「ANIMAL HOUSE」對戰時，曾擔任隊伍「小烏丸」的外援與王蟲展開激戰，在隊伍「小烏丸」的協助下，險勝王蟲。
在義經與伽因及帕西瓦魯對戰時，因情況所逼，自行割斷右腿，並在義經臨死前被託付帶「轟之玉璽」給南樹。
- 畑山

被稱為「阿武」。
為隊伍「三峰將」的第三個成員。其真正身份為隊伍「三峰將」旗下暴風族的所有成員。
當義經於網上問問題時，只要其他成員利用ID和密碼登入網絡留言板，並表示YES/NO，其統計結果便成為畑山的意見。
使用者的留言以「阿武****號說」表示。

### 道具屋 Tool Toul To
位於青學女中學校的地下的「大發條工廠」，從事AT的開發﹑修理﹑調整，為「王」及「玉璽」調律的技術者集團。是完全中立的暴風族。有時會為沒有錢的AT使用者進行免費維修。
- 卷上衣音（CV:寺田はるひ；大原沙耶香(OAD)）

通稱「（色情）卷貝」，是大發條的管理者，前任的「契之王」及中立隊伍「TOOL TOUL TO」的總長。「炎之王」SPIT FIRE的調律者，與 SPIT FIRE 曾經是情侶。本來是舊「沉睡森林」的一員，隊伍解散後自行組成「TOOL TOUL TO」，以為人調律為主要方針。發育期似乎來的比較晚。
- 奏音（CV:梶裕貴(OAD)）

「荊之女王」野山野林檎的調律者，男性。身上常穿著一件有吹笛幽靈的衣服，性格古怪，本來也欣賞南樹，但因為喜歡林檎的關係，而把南樹認定為「情敵」。背後有一把吉他型的武器，可放出音之刃，擁有極大威力。
- 倫

原屬「沉睡森林」的第一代重力子，後來與卷貝一起成為隊伍「TOOL TOUL TO」的創隊成員。擁有女性的聲音和中性的外貌，實為男性。性格冷漠，沒有表情，但亦有好戰的一面。左手是機械製造的義肢。
- 皇杞 樞（CV:福井裕佳梨(OAD)）

故事中段的女主角之一。現任「契之王」及「TOOL TOUL TO」的總長，亦是南樹的調律者。
進入「無限的音階」，奔馳於「閃律之道」，天生擁有高度的情報處理能力，光是觸摸的物品就能得知其物品的情報。
能透過「契之玉璽」，將自身與其他人的感官連結，並在連接期間讓其他人獲得與自身相同的能力。
其調律的才能是隊伍中最高的，本來需要三日才能完成的調律工作，她只需要一個小時就完成了。
身上藏有大量調律工具，而且擁有敏銳的時間感，三小時內一秒都不會出錯。
與石和函、二條木實等人是同室好友，可是石和函一直對其妒忌不已。
性格迷糊，卻相當善良。頭髮總是亂翹，而且是一個嚴重的路痴。
- 石和 函

皇杞樞的同期同學，卻非常妒忌皇杞樞的才能。本來想成為南樹的調律者，卻遭到拒絕，一怒之下走上歪路，加入了「創世神」的勢力，並成為武內空的調律者。最終棄邪改正，協助皇杞完成嵐之玉璽。
- 二條 木實（CV:高垣彩陽(OAD)）

與皇杞樞、石和函同期的同學，目前是Tool Toul To的副隊長。性格爽直，但常會為別人擔心，喜歡貓。
- 奈奈

「雷之王」鵺的調律者，累積了許多經驗及技術。與坂東滿一樣是「水汪汪眼」。
- 鈴木 亞美

雖然穿著品味很土，但是個會前來通知鐘聲響起的好人，隊伍中的駭客高手，擅長收集情報資訊與傳遞。

### 舊 沉睡森林 SLEEPING FOREST
是以前武內空所創立的，由8個初代王所組成。除了野山野 梨花外，所有成員都是第一代「重力子」，是在「特羅派昂之塔」內誕生成長的人。由於「空之玉璽」的出現，武內空與霧久發生爭執，霧久打敗其他沉睡森林成員，最後舊 沉睡森林都要被逼解散。而解散之前的成員資料和記憶被用在「無機網路」中。至於現在的沉睡森林為霧久重新組成的，詳細參見#沉睡森林(SLEEPING FOREST)。原本的沉睡森林是由武內空創立的暴風族，收集了八個玉璽與八位王，隊長武內空則被當時的暴風族尊成為「最接近空之王的男人」。
武內空
是舊 沉睡森林的總長，詳細參見#創世神(GENESIS)。
野山野梨花（CV：松井菜桜子/佐藤利奈(OAD)）
舊「荊之王」，沉睡森林的薔薇女王「RIKA」，行走在「荊棘之道」。
是野山野家中的長女，一直獨力撐著野山野家，並撫養著林檎﹑蜜柑及白梅三個「重力子」。
於高峰時期，被武內空物色，成為了唯一一個非「重力子」的沉睡森林成員。
現在為 UWF 女子職業明星面具摔跤選手。
一直反對南樹接觸AT，並用「DISK」與南樹決勝負，最後敗北並開始支持南樹玩AT。
與武內空是一對戀人，常為武內空煮飯，心裡十分喜歡武內空，之後與其懷上孩子。
由於武內空的野心，作為了人質被抓且被洗腦，強制喚醒被南博士儲存在腦內的「迦澤爾」的飛翔之心備份，變為「創世神」的「荊之王」跟「小烏丸」對戰。
最後因為林檎發動「嵐之玉璽」而使洗腦解除。最終話中與其母--野山野博士回到野山野本家。
霧久
舊「石之王」，詳細參見#沉睡森林　SLEEPING FOREST。
SPIT FIRE
舊「炎之王」，亦是第一代「重力子」，詳細參見#GROUP VULCANO。
卷上 伊根
舊「契之王」，詳細參見#道具屋 Tool Toul To。
法爾克(FALCO)（CV：安元洋貴(OAD)）
舊「牙之王」。現為對伍「無機網路」引導者。
當特雷斯(DAUNTLESS)（CV：乃村健次(OAD)）
舊「轟之王」，同樣是「重力子」，有著魁梧的身材。於Trick 213中，首次登場，在無機網絡中跟佛茶對決。
行走在「轢藍之道」，利用無限之轍創造一幅看不見的「牆」對付敵人。
跑時帶著 轟之玉璽  的喇叭，戰鬥時會把那喇叭安裝在手上戰鬥。
轟之玉璽將敵人發出的技吸收，再藉由噴射引擎結構，將空氣置於高溫﹑高壓之下所完成的「超臨界流體」，形成所謂看不見的「牆」。
據梨花與空所講，當特雷斯的戰鬥力是全隊中最低的，但卻是最難纏的。此外，他也喜歡梨花。
技影為「觀眾」。
BLACK BURN（CV：日野聰(OAD)）
舊「雷之王」，同樣是「重力子」，身穿黑色緊身衣及連身帽外套。
於Trick 213中，在小鳥丸與無機網絡對決中首次登場。
於Trick 267中，為了看到武內空那囂張的臉而接受左安良邀請，前往幫助南樹。
一直都以「倒吊男」的身份出現，在Trick 308與鵺的對戰中終於展露真面目，並揭露出鵺是BLACK BURN的兒子(養子)。
樣貌方面，相比與無機網絡對決時的樣子，面身多出了一道十字的疤痕。此外，他很喜歡喝酒的。
所有被認定為不良品的第二代重力子，皆由其收養。
最終話中，找到人生第一份工作。
技影為「蜘蛛」。

### 無機網絡
資料不明，實際上為舊「沉睡森林」的舊「牙之王」-法爾克所研發的虛擬網路隊伍。
只在網際網絡內內進行假想對戰的隊伍，擁有麟之門錦標賽永久種子權，但實際上沒有參加過。
其成員全為舊「沉睡森林」的成員當時的對戰資料。
但最後被小烏丸擊敗，永久種子權落入小烏丸手中。

### 高速馬戲團 HIGHWAY CIRCUS
等級:A
參加競標賽次數:4次
最佳成績:第3戰
其中一隊參加鱗之門G.S.T的暴風族。將首都高速公路當成地盤，擁有超強破壞力的隊伍。最高時速可達250km。透過Tool Toul To的轉播，全日本都看到他們與小烏丸的對戰，並因此改變了很多人的思想。於Trick 231中被小烏丸用一話漫畫的時間瞬殺了。

### SLEIPNIR＆JIGGY聯合軍
於與小烏丸的對戰前三天，斯雷普尼爾(SLEIPNIR)與雷鬼(JIGGY)合併了。

#### 雷鬼 JIGGY
等級:B
參加競標賽次數:6次
最佳成績:第2戰
其中一隊參加鱗之門G.S.T的暴風族。與斯雷普尼爾(SLEIPNIR)合併了，現雷鬼(JIGGY)成員只有肋之阪孝一。
- 肋之阪孝一

為雷鬼(JIGGY)的大將，綽號「食虎者」。

#### 斯雷普尼爾 SLEIPNIR
等級:A
其中一隊參加鱗之門G.S.T的暴風族。上屆鱗之門聯賽冠軍隊伍。現已與雷鬼(JIGGY)合併。
- 伍德格爾　扎洛基

現為雷鬼(JIGGY)的副將，綽號「雪原的叙事詩」。
- 托爾

現為雷鬼(JIGGY)的中堅，綽號「天空之錘」。
- 諾德達古

現為雷鬼(JIGGY)的成員，綽號「霜之鬣」。
- 弗蕾亞

現為雷鬼(JIGGY)的成員，綽號「生命之泉」。

### 電鍍下墜球
等級:B
參加競標賽次數:1次
最佳成績:第1戰
其中一隊參加鱗之門G.S.T的暴風族。

### 素材糖果
等級:A
參加競標賽次數:3次
最佳成績:第1戰
其中一隊參加鱗之門G.S.T的暴風族。以AT咖啡廳「櫻桃」為據點的女子隊伍。

### 怪傑飯綱團&不飽和假面
等級:B
參加競標賽次數:0次
最佳成績:-
其中一隊參加鱗之門G.S.T的暴風族。

### 獅子王
不明
其中一隊參加鱗之門G.S.T的暴風族。

### 雷王
不明
其中一隊參加鱗之門G.S.T的暴風族。

### 歐旺
不明
其中一隊參加鱗之門G.S.T的暴風族。

### 拉力胖小子
不明
其中一隊參加鱗之門G.S.T的暴風族。

### 骷髏十字軍 SKULL SADERS
等級:C
被南樹擊倒後已解散。有著「穿梭暗黑巷道的地獄使者」﹑「疾風的暗殺使者」等稱號的暴風族，警察和流氓都畏懼他們三分，「所謂」堪稱最兇惡的組織。
- 間垣浩二（CV:檜山修之、林谷珍（台灣））

暴風族「骷髏十字軍」的總長，同時也是阿樹第一個AT戰的對手。在西中不良少年的請求下對東中動手，在東中聚集地以人數及AT對東中展開不平等的壓制，更進一步的向東中學生收取保護費，後被南樹挑戰奪得族章，其骷髏十字軍解散。後被「風」G特派員中的鱷島亞紀人(咢)打敗及逮捕。

### 落水狗 REZ‧BOA‧DOGS
等級:B
被南樹擊倒後已解散。
- 犬山（CV:田中一成、林谷珍（台灣））

暴風族「落水狗」的總長，雖然敗給阿樹，但是戰鬥過程中卻充分展現出男子漢氣概。是喜歡希姆的男人。

### 夜王 YAOOO!!
等級:E
被南樹擊倒後已解散。曾是東雲東中的「夜」的統治者，亦曾是東中最強的暴風族。以佛茶為首的「東中最強不良集團」，共有二十二名東中學生所組成。
- 御佛一茶

詳細參見#小烏丸。
- 楊斯

帶著墨鏡哨牙的夜王小嘍囉。雖然夜王已解散，但仍然跟隨著佛茶。常透過電腦為小烏丸分析地盤的佔據消息。

### 金鐵公牛 BULS
等級:A
與鰐島咢及鰐島海人兩人組成的AGITO對戰，被咢一人擊倒後已解散。
- 德俵權造（CV:志村知幸、符爽）

暴風族「金鐵公牛」的總長，喜歡被人叫T‧權造。與犬山為好友。是個肌肉男，夢想是讓AT職業選手「T‧權造」及「金鐵公牛」的名字傳遍世界。他同時是服裝店店長，於小烏丸創立時提供服裝（因為麻將打輸了）。

### AGITO
- 鰐島咢

詳細參見#小烏丸。
- 鰐島海人

詳細參見#「風」G特派員

### 劍齒虎 SABEL TIGER
等級:F
被小烏丸擊倒後已解散。是小烏丸第一場對戰的對手，於暴風族「夜王」落敗後，因為他們的地盤是東雲東中，引來小烏丸的挑戰。與小烏丸對戰，敗方需要脫光光地離開，最後「劍齒虎」落敗了。
- 入谷夏美（CV:麻田真夕、汪世瑋（台灣））

暴風族「劍齒虎」的隊長，人稱「褐色BLOODY SWORD」。膚色看起來是混血兒，事實是如假包換的江戶女孩。

### 波坦金戰艦 NOTEMKNH
等級:E
聲稱為保護島上的老人及居民而留守著東雲軍艦島，實情是獨佔其島，幾年後把島據為己有然後並出售。原先不接受小烏丸的挑戰，但聽到賭注為「牙之玉璽」後，立即接受挑戰。最後被小烏丸擊敗，島上居民亦發現波坦金戰艦八兄弟的奸計。基地及地盤位於東雲軍艦島
- 波坦金戰艦八兄弟

驚人的八胞胎，是受人聘僱的AT隊伍。

### 黃雨 YELLOW RAIN
10年前的小隊，首出現於Trick 292。那個時候A.T還沒存在，所有隊員都是使用滑板的。該隊伍就如名字一樣，是在街頭惹事生非的毒素。
- 鰐島海人

「黃雨」成員之一，亦於當時遇見初代荊之王迦澤爾。詳細參見#「風」G特派員。
- 迦澤爾

傳說的初代荊之王，被知其身份者稱為「初始之翼（Virgin Blade）」，初出現於Trick 292中。初出現時遍體鱗傷，並被年輕時的鰐島海人發現。那時的她除了有「迦澤爾」這名字及那A.T外，就甚麼都沒有，記憶都沒有。當時世界還未出現A.T，因此她是第一個讓世人知道A.T存在的人。此外，她跟鰐島海人發展出感情。後來被武內空、宙逼到絕路，最後舉槍自盡。被南博士所「救」，人格被移植到其兒子（鰐島亞紀人／咢）身上。
腦基移植的「母體」就是迦澤爾。
- 良人（CV：賀宇傑（台灣））

「黃雨」成員之一，初出現於Trick 293中。
- 柿谷

「黃雨」成員之一，爆炸頭，初出現於Trick 293中。

### 其它人物
- 南博士

發明出A.T的天才，對於創造「重力」的神感到不滿。站在武內空這邊。Trick355話中死亡，以虛擬人格身分在長骨龍街生活。
- 野山野博士

為野山野梨花之母，右手為A.T義肢，似乎與南博士是情人。
- 町田形老師

族章設計師。於小烏丸創隊時，設計小烏丸族章。只要感應到迪克雷爾星，就有創作靈感。是實際存在的人物。
- 插頭男（CV:于正昇）

實況報導零件戰的DJ，帶著改造70年代電視機的安全帽。
- 蓮花（CV:宍戶留美、汪世瑋（台灣））

宇童晶的女友，她哥哥因做黑市AT而被G特派員打傷。接近宇童晶的目的是找出咢的弱點，搶回「牙之玉壐」。原本與咢的戰鬥，最後宇童晶代替上場了，並奪得「牙之玉壐」了，其後一直於牢籠裡受宇童晶照顧著。
- 咲 真琴

AT職業聯盟NFA雷瓦斯隊的成員。以前是阿樹的學長﹑阿樹的打架啟蒙老師，讓人有不能贏過感覺的男人。
- 砂雄

暴風族「士魂」（B級別）的成員，為三峰將旗下的暴風族。於小烏丸的關西旅行中，襲擊小烏丸成員。
- 梶正剛

- 莫莉佳

- 瑪琳

#### 「風」G特派員
是專門打擊使用A.T做壞事的歹徒，並且保護善良市民的安全。
- 鰐島海人（CV:綠川光、賀宇傑（台灣））

亞紀人的親生父親，警視廳「風」G特派員室長。
十年前是街頭隊伍「黃雨」的領導者，在這時期與迦澤爾相遇並成為戀人。之後被捲進迦澤爾和武內兄弟的紛爭，和迦澤爾一起逃亡，但仍然被發現。迦澤爾死後，接受安叔的幫助，考取大學並於就學期間接受一切相關訓練。
- 宇童晶（CV:野島健兒）

以前已是海人的部下，詳細參見#超獸 貝希摩斯。
- 鰐島亞紀人、咢、凜鱗人（CV:菊池心(日本)；詹雅菁(台灣)；黃鳳兒(香港)）

於Trick 291中，揭發出凜鱗人真名為「迦澤爾」，為第一代重力子及初代「荊之王」。
曾隸屬「風」G特派員，現已脫離組織，加入了「小烏丸」。詳細參見#小烏丸。

#### 道具店 「鴉片窟」
- 老頭子（CV:西川幾雄、[林谷珍]]（台灣））

擁有神秘實力的暴風族老爺爺，亦是東雲東中校長。是個老頑童，嘴上叼著煙斗。
- 老太婆、青學女中理事長（CV:真山亞子、汪世瑋（台灣））

神出鬼沒的暴風族道具店「鴉片窟」的老闆娘，亦是青學女中理事長。身材橫向發展，擁有驚人體型的老太婆。

#### 東雲東中
- 折原征也（CV:檀臣幸、符爽（台灣））

31歲的東雲東中的教師。南 樹們的學年主任，亦曾是富田　毯的班主任。空手道3段﹑柔道2段。
剛柔流 十掩戰之型
- 富田　毬（CV:下屋則子、詹雅菁（台灣））

東雲東中的教師。外號「小迷糊」，是南 樹們的班主任
- 老頭子

第62代東雲東中校長。詳細參見#道具店 「鴉片窟」。
- 馬奇哥（CV:于正昇（台灣））

已經退出的3年級生，上一代東中少年幹部，原本打算交由南樹交接，之後交由葛，最後因為葛的拒絕使到26年傳統的東中少年寫上句號。
- 山田

南樹隔壁班的同學。於Trick 95的關西旅行中，小烏丸為了在夜晚出去，被南樹命令成為南樹的替身。
- 村田

南樹隔壁班的同學。於Trick 95的關西旅行中，小烏丸為了在夜晚出去，被南樹命令成為阿葛的替身。
- 川田

南樹隔壁班的同學。於Trick 95的關西旅行中，小烏丸為了在夜晚出去，被南樹命令成為佛茶的替身。

## 設定及用語

### 專有名詞
- AIR TRECK（空中輪鞋）

A.T是一種外觀類似直排輪，但是內藏龐大動力、只需身體前傾便能自動加速的高科技產物。超小型強力馬達裝置了在輪子上，使用了高性能的懸吊系統和氣壓避震器，創造出了武裝化的動力輪鞋，即是空中輪鞋。但實際上AT是美國在日本的秘密設施能進行廢熱發電的系統雛型，由於武內空等人將迦澤爾的輪鞋流通於市面才興盛。全名為「Active Industrial Revolution Technology Repair Earth Carbon Knock off」。使用者藉由各種技巧，能達成諸如大樓行走、高壓電線急馳...等高難度動作；同時、由技巧所衍生出來許多像是風刃、殘像...等攻擊性的招式。
- 暴風族

暴風族由A.T玩家聚集而成，類似傳統暴走族的團隊，但是，是以飛簷走壁的方式、穿梭在大街小巷。與傳統的暴走族一樣，有自己的領域（地盤）、徽章（特製貼紙）、制服和團隊規章...等。
- 記憶卡

安裝在A.T腳跟後的，記錄了該AT所有「跑」過的資料，甚至包括使用過的跳躍和特技的次數在內。只要透過「READ」偵測這些資料，立刻知道對手的實力到什麼程度。
- READ

可以讀取各AT相關數據的手機軟件。
- 特羅派昂之塔

傳說在過去，原本所有的「道」﹑「王」和「玉璽」就位於零件戰的特羅派昂之塔的頂端。但是隨著時光飛逝，王和玉璽四分五裂，一切的真相就像謎一樣消失在塔裡面。據說當八個「道」和八個「王」全部聚集時，傳說的「空之王」就會降臨。但其實是武內空與南博士為了將初代28名重力子玉璽核裡的如尼文字湊齊而在網上製造的謠言(擁有1個的武內空私底下奪取了20個，運用謠言逼出剩下7個現世，成為第一代沉睡森林)。外型為一座深井，實際為南林太博士設計，藉由儲存二十年的地熱能量再發動「空之玉璽」將塔從地底一口氣向上推進，直達天際。
- 重力子

是一種實驗人。人類為了能飛翔於空中，繼製造A.T後，模仿鳥等飛行生物，在特羅派昂之塔的深處進行改造人體的實驗，將這種實驗人腦部移植、裝載「立體把握感」(相當於鳥類在空中飛翔時，辨別物體位置、空間與方向的能力)與「生體羅針盤」(相當於動物體內無形的指南針)，讓人類擁有「飛翔的能力」。特徵是十字型的瞳孔，其使用A.T與玉璽的能力超越一般人。
- 腦基移植

是一種實驗技術，實驗成品犒為「腦基移植者」。腦基移植者和重力子不同，在地球數百萬種生物當中，有些生物的身體構造並不符合飛行原理，卻能夠飛翔於空中，有人認為是因為牠們「不知道自己並不能飛翔，只是因為牠們深信自己能飛翔，所以牠們能飛」。將這種想法予以「安裝」在人類腦中的技術稱為「腦基移植」，特徵是斜十字型的瞳孔，其使用A.T的能力超越一般人。而開發這種技術的人是南博士

### 零件戰
暴風族之間用零件和零件﹑或用零件和族章作為賭注的決鬥。在特定的「規則」和「戰場」下，由暴風族之間所進行的「正式決鬥」。升級條件有兩種，在網站上登記比賽後，一是和自己同級別的隊伍對戰獲得三連勝，二是挑戰上級隊伍成功，但私下約鬥的結果並不成為晉階的判定。

### 等級區分及戰鬥方式
- A級

戰鬥方式：BALLOON
內容：「BALLOON」是5對5的團體戰，將族章裝入汽球裡放到戰場中，先搶到的一方為勝利者!規則看似簡單，其實相當高難度。一隊5人可分成負責追氣球的「PANTHER」，負責引開敵人的「DECOY」，負責戰鬥的「ARTEMIS」，負責輔佐前面3人的「MIDDLE」，以及阻止敵人追擊的「KEPPER」。隨著汽球高飛而展開立體的攻防戰！不論技術﹑精神力﹑團隊精神以及隊伍的編成和戰術等等，都是在AT戰「BALLOON」中要素獲勝所必備的要素！
- B級

戰鬥方式：DISK
內容：「DISK」主要使用平面的戰場，屬於中高難度的團體戰。兩隊各派出一位選手擔仕「HOLDER」，只要HOLDER能夠帶著圓盤(DISK)順利抵達敵方陣地(達陣)，就可以獲得1分，除了HOLDER外，其他選手達陣一律無效。達陣後，由失分一方獲得圓盤重新出發，先得到10分一隊為勝。不同於一般零件戰的是，「DISK」是對攻擊有所規範。進攻一方只有持有圓盤者(DISK KEPPER)才能發動攻擊，防守一方也只能針對DISK KEPPER攻擊！
- C級

戰鬥方式：AIR
內容：「Air」空中平台爭奪戰，每隔一段時間可供站立的平台就會消失一個，最後留在平台上的隊員則為優勝的隊伍。最常見的「Air」是在數個長桿上的小平台戰鬥，最為高難度的則是以飛機做為平台來戰鬥，每過一段時間就會有一架飛機燃料用盡而降落。
- D級

戰鬥方式：CUBE
內容：「監牢(CUBE)」在所有零件戰中最刺激﹑最盛行﹑也最危險的一種。這裡沒有規則限制，完全是一對一真刀實彈硬幹。戰場沒有硬性規定，只要是四角形的密室就可以，公園的公廁﹑地下停車場﹑廢棄的公寓房間，任何各式各樣的場所都可以用作戰場。
- E級

戰鬥方式：HURDLE
內容：「HURDLE」障礙賽，在有障礙的賽道上比速度，最先到達終點的為優勝。
- F級

戰鬥方式：DASH
內容：「DASH」為單純地和對手賽跑的零件戰，除了提昇自己的速度之外，也可在賽道上妨礙對手前進，最先到達終點的為優勝。
※B級以上才有向特A級挑戰的權利。

### 「王」及「道」
王
每一個「道」的極致都存在一個「王」。
嚴格來說，必須要擁有真正的玉璽才能稱王。但只要眾人都信任、認同你，那麼你就擁有王的資格。（被眾人所擁戴的意思，詳見278話）
道
所有的AT玩家都有自己奔馳的方式，當練習久了之後便會產生一條條的軌跡，而技巧到了頂點之後，這種軌跡便稱之為「道」。
其中有公認八個可以到達「塔」之頂點的道：翼之道、炎之道、紫電之道、荊棘之道、血痕之道、轢藍之道、閃律之道、大地之道。
| 王之名稱 | 玉璽之名稱 | 道之名稱                   | 現任王      | 初代(第一任王)      | 前代               | 無限之空          |
| -------- | ---------- | -------------------------- | ----------- | ------------------- | ------------------ | ----------------- |
| 空之王   | 空之玉璽   | －                         | －          | －                  | －                 | －                |
| 風之王   | 風之玉璽   | 翼之道（WING ROAD）        | 武内 空     | 武内 空             | －                 | 1.無限之風 2.赤翼 |
| 嵐之王   | 嵐之玉璽   | 凱嵐之道（HURRICANE ROAD） | 南 樹       | －                  | －                 | 無風結界          |
| 炎之王   | 炎之玉璽   | 炎之道（FLAME ROAD）       | 美鞍 葛馬   | SPIT FIRE           | SPIT FIRE          | 無限之煉獄        |
| 雷之王   | 雷之玉璽   | 紫電之道（LIGHTING ROAD）  | 鵺          | BLACK BURN          | 不明               | －                |
| 荊之王   | 荊之玉璽   | 荊棘之道（SONIA ROAD）     | 野山野 林檎 | 迦澤爾              | 野山野 梨花        | 無限之荊棘鎖鏈    |
| 牙之王   | 牙之玉璽   | 血痕之道（BLOODY ROAD）    | 鰐島 咢     | 法爾克(FALCO)       | 宇童晶/鰐島 亜紀人 | 無限之牢獄        |
| 轟之王   | 轟之玉璽   | 轢藍之道（OVER ROAD）      | －          | 當特雷斯(DAUNTLESS) | 義經               | 無限之轍          |
| 契之王   | 契之玉璽   | 閃律之道（RING ROAD）      | 皇杞 樞     | 卷上 伊根           | 卷上 伊根          | 無限之音階        |
| 石之王   | 石之玉璽   | 翡翠之道（JET ROAD）       | 武內 宙     | －                  | －                 | －                |
| 石之王   | 石之玉璽   | 大地之道（GAEA ROAD）      | 霧久        | 霧久                | －                 | 無限之地層        |
| 角之王   | 角之玉璽   | 不明                       | 蛾眉刺      | 蛾眉刺              | －                 | －                |
| 水之王   | 水之玉璽   | 泡翠之道（RAZER ROAD）     | 王蟲        | 王蟲                | －                 | －                |
| 涅盤王   | －         | 腐海之道（SMELL ROAD）     | 飯糰        | －                  | －                 | －                |
| 叢山之王 | －         | 岩之道                     | 佛茶        | －                  | －                 | －                |
| 風爆之王 | －         | 風爆之道（GALE ROAD）      | 野山野 蜜柑 | 野山野 蜜柑         | －                 | －                |

### 玉璽
具有象徵「王」的力量的特殊的能力，全世界獨一無二的零件。嚴格來說，只有得到玉璽的人，才會被承認是真正的「王」。
每個玉璽被製造出來時都有附帶一組如尼詩文，而將所有28個如尼詩文集齊，才能將「空之玉璽」啟動。
- 空之玉璽

持有者： 武內空→ 因與「嵐之玉璽」共鳴超過負荷而損毀
- 風之玉璽

持有者：南博士 → 武內空 → 南博士(改造成完全防禦的功能) → 武內空 → 霧久(損毀) → 鴉片窟 → 阿樹 → 道具屋 → 函 → 武內宙 → 武內空
- 嵐之玉璽

持有者：南樹 → 野山野 林檎→ 因與「空之玉璽」共鳴超過負荷而損毀
- 炎之玉璽

持有者：SPIT FIRE → 霧久 → ??? → SPIT FIRE → 美鞍葛馬 → 左安良 → 美鞍葛馬 → 南樹
- 雷之玉璽

鵺所持的「雷之玉璽」只是原玉璽的複製品，並沒有象徵玉璽的「核」。
持有者：BLACK BURN → 南樹博士(損毀並修復升級) → BLACK BURN → 鵺 → 南樹
- 荊之玉璽

野山野林檎原所持的「荊之玉璽」只是原玉璽的複製品，並沒有象徵玉璽的「核」。
持有者：迦澤爾 → 武內空﹑武內宙 → 野山野梨花 → 南樹博士(改造升級) → 野山野梨花
- 牙之玉璽

持有者：法爾克 → 霧久 → ??? → 鰐島亞紀人 → 宇童晶 → 鰐島咢 → 南樹
- 轟之玉璽

持有者：當特雷斯 → 霧久 → ??? → 義經 → 南樹（已拆解）
- 契之玉璽

持有者：卷上衣音 → 皇杞樞
- 石之玉璽

持有者：霧久 → 武內宙 → 南樹
- 角之玉璽

持有者：蛾媚刺
- 水之玉璽

持有者：王蟲
- 迅之玉璽

持有者：28名重力子之一 → 武內空
- 太陽之玉璽

持有者：28名重力子之一 → 武內空

### 技
阿樹的空中輪鞋絕技!側身跳躍飛踢!
走者：南樹　出現：Trick 3
落水狗狩獵陣形之 第二突擊隊攻擊!
走者：落水狗　出現：Trick 6
翻轉怒魂攻擊!
走者：犬山　出現：Trick 8
龍捲怒魂攻擊!
走者：犬山　出現：Trick 8
落水狗狩獵陣形之 追蹤者形態!
走者：落水狗　出現：Trick 8
落水狗狩獵陣形之 狩獵的吼叫聲!
走者：落水狗　出現：Trick 8
落水狗狩獵陣形之 雅各的梯子!
走者：落水狗　出現：Trick 10
HIGH─END‧COMMAND ATTACK SPINNING BOMBAR!
走者：犬山　出現：Trick 10
火箭怒魂!
走者：犬山　出現：Trick 11
FIRE!!
走者：御佛一茶　出現：Trick 17﹑19﹑56
Back Spin Wallride 360°
走者：御佛一茶　出現：Trick 17
To That Grab to Fake Spin Accelerator BuccA Special 1440°
走者：御佛一茶　出現：Trick 17
重戰車型態!
走者：御佛一茶　出現：Trick 17
Spining Wallride Overbank 1800°BuccA Special
利用甩動手臂所產生的旋轉力，在牆壁上高速遊走。
走者：御佛一茶　出現：Trick 18
To Moonsalt 900°
走者：御佛一茶　出現：Trick 18
UPPER SOUL 23Roll
走者：南樹　出現：Trick 19﹑41
Backward crossing Method air to spin
走者：野山野林檎　出現：Trick 25
To Onewheel 360°
走者：野山野林檎　出現：Trick 25
Spining Wallride Overbank 1800°
由御佛一茶親傳給南樹的。
走者：南樹　出現：Trick 27
AGITO Ride fall Bloody roll, soul 1800°
走者：鰐島咢　出現：Trick 29
Method Air to Spin That Grab Moonride
走者：南樹　出現：Trick 39
殺陣蜂百手
走者：五所瓦風明　出現：Trick 56
二段式FIRE!!!
走者：御佛一茶　出現：Trick 56
Spiral Spin Wallride999 Sidewinder
走者：美作 涼　出現：Trick 60
石化反彈!
於與美作 涼的對戰中，因飯糰整個人的顛倒，將讓人變遲緩的美作 涼的刺青形成反作用，變得更敏捷。
走者：飯糰　出現：Trick 61
超必殺!龍捲風巨鎚
足以粉碎水泥牆的招式，但被宇童晶單手接下來。
走者：坂東滿　出現：Trick 66
Backward Cross Ridefall Upper Fang "TWINCAM"
走者：南樹 + 鰐島咢　出現：Trick 67
Bloody armor fang on gigaers
走者：宇童晶　出現：Trick 69
超☆必殺的～風神!AT颱風!
利用AT讓自己加速，不停原地轉圈，利用離心力提昇揮拳的力量。
走者：南樹　出現：Trick 73
AKIRA Bloody armor over skill GIgaers Cross
2連擊地使出「牙」
走者：宇童晶　出現：Trick 73
AGITO Bloody fang Ride fall "Leviathan"
在沒有「牙之玉壐」下發出的「牙」。
走者：鰐島咢　出現：Trick 73
Rip..Steel Soul Get Together!!!
走者：鵺　出現：Trick 77
Super Stride IV "Sonic Boom"
走者：美鞍葛馬　出現：Trick 83
BuccA Backward Accelerator Wallride 360°
走者：御佛一茶　出現：Trick 83
Amazing Forward Special "ONIGIRI"
走者：飯糰　出現：Trick 83
Roof Gap To Disaster One Foot "Air Line"
走者：南樹　出現：Trick 83
輕戰車型態!
走者：佛茶　出現：Trick 276

## 出版書籍
| 標題 | 講談社         | 講談社                                                  | 東立出版社     | 東立出版社             |
| 標題 | 發售日期       | ISBN                                                    | 發售日期       | ISBN                   |
| ---- | -------------- | ------------------------------------------------------- | -------------- | ---------------------- |
| 1    | 2003年5月16日  | ISBN 4-06-363242-3                                      | 2003年8月29日  | ISBN 986-11-2936-7     |
| 2    | 2003年7月17日  | ISBN 4-06-363266-0                                      | 2003年10月26日 | ISBN 986-11-2937-5     |
| 3    | 2003年10月17日 | ISBN 4-06-363303-9                                      | 2003年11月26日 | ISBN 986-11-3514-6     |
| 4    | 2003年12月17日 | ISBN 4-06-363325-X                                      | 2004年2月25日  | ISBN 986-11-3799-8     |
| 5    | 2004年3月17日  | ISBN 4-06-363347-0                                      | 2004年4月27日  | ISBN 986-11-3800-5     |
| 6    | 2004年5月17日  | ISBN 4-06-363370-5                                      | 2004年7月1日   | ISBN 986-11-4474-9     |
| 7    | 2004年8月17日  | ISBN 4-06-363415-9                                      | 2004年9月27日  | ISBN 986-11-4967-8     |
| 8    | 2004年11月17日 | ISBN 4-06-363450-7                                      | 2004年12月17日 | ISBN 986-11-5613-5     |
| 9    | 2005年2月17日  | ISBN 4-06-363486-8                                      | 2005年4月4日   | ISBN 986-11-5614-3     |
| 10   | 2005年5月17日  | ISBN 4-06-363528-7                                      | 2005年7月5日   | ISBN 986-11-6645-9     |
| 11   | 2005年8月17日  | ISBN 4-06-363562-7                                      | 2005年10月6日  | ISBN 986-11-6935-0     |
| 12   | 2005年12月16日 | ISBN 4-06-363613-5 ISBN 4-06-358224-8（限定版）         | 2006年1月24日  | ISBN 986-11-6939-9     |
| 13   | 2006年3月17日  | ISBN 4-06-363639-9 ISBN 4-06-358226-4（限定版）         | 2006年4月28日  | ISBN 986-11-7900-3     |
| 14   | 2006年6月16日  | ISBN 4-06-363678-X ISBN 4-06-362056-5（限定版）         | 2006年8月14日  | ISBN 986-11-7901-1     |
| 15   | 2006年9月15日  | ISBN 4-06-363717-4 ISBN 4-06-362061-1（限定版）         | 2006年11月23日 | ISBN 986-11-8765-0     |
| 16   | 2007年1月17日  | ISBN 978-4-06-363775-5                                  | 2007年4月2日   | ISBN 978-986-11-8766-2 |
| 17   | 2007年4月17日  | ISBN 978-4-06-363816-5                                  | 2007年7月27日  | ISBN 978-986-11-9932-0 |
| 18   | 2007年8月17日  | ISBN 978-4-06-363865-3                                  | 2007年11月2日  | ISBN 978-986-11-9933-7 |
| 19   | 2007年11月19日 | ISBN 978-4-06-363909-4                                  | 2008年2月29日  | ISBN 978-986-10-1028-1 |
| 20   | 2008年3月17日  | ISBN 978-4-06-363960-5 ISBN 978-4-06-362101-3（限定版） | 2008年7月7日   | ISBN 978-986-10-1029-8 |
| 21   | 2008年6月16日  | ISBN 978-4-06-363996-4 ISBN 978-4-06-362115-0（限定版） | 2008年8月27日  | ISBN 978-986-10-1605-4 |
| 22   | 2008年9月17日  | ISBN 978-4-06-384036-0                                  | 2008年11月21日 | ISBN 978-986-10-2071-6 |
| 23   | 2008年12月17日 | ISBN 978-4-06-384082-7                                  | 2009年3月13日  | ISBN 978-986-10-2576-6 |
| 24   | 2009年3月17日  | ISBN 978-4-06-384109-1                                  | 2009年5月25日  | ISBN 978-986-10-3007-4 |
| 25   | 2009年6月17日  | ISBN 978-4-06-384144-2                                  | 2009年8月24日  | ISBN 978-986-10-3532-1 |
| 26   | 2009年9月17日  | ISBN 978-4-06-384183-1                                  | 2009年11月6日  | ISBN 978-986-10-3963-3 |
| 27   | 2009年12月17日 | ISBN 978-4-06-384220-3                                  | 2010年2月26日  | ISBN 978-986-10-4470-5 |
| 28   | 2010年4月16日  | ISBN 978-4-06-384279-1                                  | 2010年7月23日  | ISBN 978-986-10-5665-4 |
| 29   | 2010年7月16日  | ISBN 978-4-06-384325-5                                  | 2010年9月8日   | ISBN 978-986-10-6138-2 |
| 30   | 2010年11月17日 | ISBN 978-4-06-384394-1 ISBN 978-4-06-358323-6（限定版） | 2011年1月28日  | ISBN 978-986-10-6829-9 |
| 31   | 2011年3月17日  | ISBN 978-4-06-384457-3 ISBN 978-4-06-358331-1（限定版） | 2011年5月30日  | ISBN 978-986-10-7423-8 |
| 32   | 2011年6月17日  | ISBN 978-4-06-384501-3 ISBN 978-4-06-358332-8（限定版） | 2011年10月12日 | ISBN 978-986-10-8046-8 |
| 33   | 2011年9月16日  | ISBN 978-4-06-384550-1                                  | 2011年11月30日 | ISBN 978-986-10-8576-0 |
| 34   | 2011年12月16日 | ISBN 978-4-06-384596-9                                  | 2012年3月9日   | ISBN 978-986-10-9215-7 |
| 35   | 2012年3月16日  | ISBN 978-4-06-384640-9                                  | 2012年6月15日  | ISBN 978-986-10-9701-5 |
| 36   | 2012年6月16日  | ISBN 978-4-06-384685-0                                  | 2012年8月13日  | ISBN 978-986-317-358-8 |
| 37   | 2012年7月17日  | ISBN 978-4-06-384702-4                                  | 2012年9月26日  | ISBN 978-986-317-494-3 |

新裝版
（台灣譯為愛藏版）
| 冊數 | 講談社         | 講談社                 | 東立出版社     | 東立出版社             |
| 冊數 | 發售日期       | ISBN                   | 發售日期       | ISBN                   |
| ---- | -------------- | ---------------------- | -------------- | ---------------------- |
| 1    | 2014年7月17日  | ISBN 978-4-06-377004-9 | 2022年7月21日  | ISBN 978-957-26-9272-1 |
| 2    | 2014年8月16日  | ISBN 978-4-06-377043-8 | 2022年11月11日 | ISBN 978-957-26-9273-8 |
| 3    | 2014年9月17日  | ISBN 978-4-06-377063-6 | 2022年12月16日 | ISBN 978-957-26-9274-5 |
| 4    | 2014年10月17日 | ISBN 978-4-06-377078-0 | 2023年1月12日  | ISBN 978-957-26-9275-2 |
| 5    | 2014年11月17日 | ISBN 978-4-06-377087-2 | 2023年2月17日  | ISBN 978-957-26-9276-9 |
| 6    | 2014年12月17日 | ISBN 978-4-06-377105-3 | 2023年3月24日  | ISBN 978-957-26-9277-6 |
| 7    | 2015年1月16日  | ISBN 978-4-06-377114-5 | 2023年4月24日  | ISBN 978-957-26-9278-3 |
| 8    | 2015年2月17日  | ISBN 978-4-06-377132-9 | 2023年6月2日   | ISBN 978-957-26-9279-0 |
| 9    | 2015年3月17日  | ISBN 978-4-06-377147-3 | 2023年7月10日  | ISBN 978-957-26-9280-6 |
| 10   | 2015年4月17日  | ISBN 978-4-06-377173-2 | 2023年8月10日  | ISBN 978-957-26-9281-3 |
| 11   | 2015年5月15日  | ISBN 978-4-06-377192-3 | 2023年9月8日   | ISBN 978-626-360-250-2 |
| 12   | 2015年6月17日  | ISBN 978-4-06-377209-8 | 2023年10月12日 | ISBN 978-626-360-251-9 |
| 13   | 2015年7月17日  | ISBN 978-4-06-377225-8 | 2023年11月13日 | ISBN 978-626-360-252-6 |
| 14   | 2015年8月17日  | ISBN 978-4-06-377297-5 | 2023年12月11日 | ISBN 978-626-360-253-3 |
| 15   | 2015年9月17日  | ISBN 978-4-06-377314-9 | 2024年1月15日  | ISBN 978-626-360-254-0 |
| 16   | 2015年10月16日 | ISBN 978-4-06-377330-9 | 2024年2月22日  | ISBN 978-626-360-255-7 |
| 17   | 2015年11月17日 | ISBN 978-4-06-377356-9 | 2024年3月25日  | ISBN 978-626-372-917-9 |
| 18   | 2015年12月17日 | ISBN 978-4-06-377367-5 | 2024年4月25日  | ISBN 978-626-372-918-6 |
| 19   | 2016年1月15日  | ISBN 978-4-06-377388-0 | 2024年5月24日  | ISBN 978-626-372-919-3 |

## 電視動畫

### 製作團隊
- 原作 - 大暮維人
- 監督 - 亀垣一
- 系列構成、腳本 - 小中千昭
- 人物設計、總作畫監督 - 佐藤雅将
- 美術設計 - 飯島由樹子
- 色彩設計 - いわみみか
- CG主要監督 - 西川和宏
- 音樂監修 - skankfunk
- 音樂制作 - skankfunk、Wall5 Project、砂川典
- 音樂協力 - Marvelous娛樂、愛貝克思娛樂
- 製作編成 - 樋口宗久
- 音樂製作人 - 高畑裕一郎
- 製作人 - 鈴木伸明、吉澤孝男
- 動畫製作 - 東映動畫、Marvelous娛樂
- 製作 - Air Gear製作委員會

### 主題曲
片頭曲「Chain」
作詞 - TEEDA&KENJI 03 / 作曲、編曲、演唱 - BACK-ON
片尾曲「SKY-2-HIGH」
作曲、編曲、製作 - skankfunk

### 各話標題
| 話數     | （分鏡） 演出         | 作畫監督            |
| -------- | --------------------- | ------------------- |
| Trick:1  | 亀垣一                | 佐藤雅将            |
| Trick:2  | 小坂春女              | 江上夏樹            |
| Trick:3  | （小林孝嗣） 白石道太 | はっとりますみ      |
| Trick:4  | 政木伸一              | 向山祐治            |
| Trick:5  | 安藤健                | 花井宏和            |
| Trick:6  | まつもとよしひさ      | 桜井木の実          |
| Trick:7  | スズキイチロウ        | 椛島洋介            |
| Trick:8  | 亀垣一                | 宮川智恵子          |
| Trick:9  | 布施康之              | 江上夏樹            |
| Trick:10 | 白石道太              | 服部益実            |
| Trick:11 | （駒井一也） 栗本宏志 | 浜津武広 石川雅一   |
| Trick:12 | 政木伸一              | 向山祐治            |
| Trick:13 | 丸藤広貴              | 大河原晴男 丸藤広貴 |
| Trick:14 | （藤原良二） 山口美浩 | 渡辺英樹 今井武志   |
| Trick:15 | 浜津守                | 工藤柾輝            |
| Trick:16 | 宇田鋼之介            | 宮川智恵子          |
| Trick:17 | （山崎たかし） 安藤健 | 花井宏和 中野彰子   |
| Trick:18 | 高橋滋春              | 田中宏紀 服部益実   |
| Trick:19 | （武内宣之） 栗本宏志 | 石川雅一 浜津武広   |
| Trick:20 | 政木伸一              | 向山祐治            |
| Trick:21 | （藤原良二） 横田和善 | 今井武志 南伸一郎   |
| Trick:22 | （浜津守） 新田義方   | 工藤柾輝            |
| Trick:23 | 玉川真人              | 井口忠一            |
| Trick:24 | （奥田誠治） 前島健一 | 桝井一平            |
| Trick:25 | 亀垣一                | 佐藤雅将 宮川智恵子 |

### 播放電視台
| 播放地區       | 播放電視台   | 播放日期                      | 播放時間             | 聯播網         | 備註   |
| -------------- | ------------ | ----------------------------- | -------------------- | -------------- | ------ |
| 關東廣域圈     | 東京電視台   | 2006年4月4日 - 9月26日        | 星期二 25:00 - 25:30 | 東京電視台系列 |        |
| 福岡縣         | TVQ九州放送  | 2006年4月6日 - 9月28日        | 星期四 27:18 - 27:48 | 東京電視台系列 |        |
| 大阪府         | 大阪電視台   | 2006年4月8日 - 9月30日        | 星期六 26:15 - 26:45 | 東京電視台系列 |        |
| 愛知縣         | 愛知電視台   | 2006年4月11日 - 10月3日       | 星期二 25:28 - 25:58 | 東京電視台系列 |        |
| 北海道         | 北海道電視台 | 2006年4月11日 - 10月3日       | 星期二 26:30 - 27:00 | 東京電視台系列 |        |
| 岡山縣、香川縣 | 瀨戶內電視台 | 2006年4月11日 - 10月3日       | 星期二 26:43 - 27:13 | 東京電視台系列 |        |
| 日本全域       | AT-X         | 2006年8月31日 - 2007年2月15日 | 星期四 9:30 - 10:00  | CS放送         | 有重播 |

## OAD
《飛輪少年 黑之羽與沉睡森林 -Break on the sky-》（エア・ギア 黒の羽と眠りの森 -Break on the sky-）講談社限定版企劃，每話隨單行本附送。
1. 第一集於2010年11月17號隨單行本第30卷限定版附送，故事主要環繞著「嵐之王」南樹及「荊之王」野山野林檎的對戰。
2. 第二集於2011年3月17號隨單行本第31卷限定版附送，主要講述「小烏丸」與前沉睡森林「無機網絡」的直接對決。
3. 第三集於2011年6月17號隨單行本第32卷限定版附送，主要講述「小烏丸」與前沉睡森林「無機網絡」對決的結局。

### 主題歌
1. 第1話片尾曲《Forest Walker》
作詞：佐々木亮介、作曲：佐々木亮介、歌：a flood of circle
2. 第2話片尾曲《Miss X DAY》
作詞：佐々木亮介、作曲：佐々木亮介、歌：a flood of circle
3. 第3話片尾曲《Sweet Home Battle Field》
作詞：佐々木亮介、作曲：佐々木亮介、歌：a flood of circle

### 各話標題
| 卷數   | 話數    | 演出           | 作畫監督                                      |
| ------ | ------- | -------------- | --------------------------------------------- |
| 第30卷 | Trick 1 | 古川まこと     | 小谷杏子 高品有桂                             |
| 第31卷 | Trick 2 | 矢吹勉         | 金栄範                                        |
| 第32卷 | Trick 3 | ヤマトナオミチ | 小谷杏子 門之園惠美 高品有桂 谷口明弘（補佐） |

## 外部連結
- AIR GEAR（MANGA-MEGA）
- AIR GEAR（東映） （页面存档备份，存于）
- AIR GEAR（東京電視台） （页面存档备份，存于）
- AIR GEAR（黑之羽与沉睡森林 OVA） （页面存档备份，存于）